# Abidama rufescens
Abidama rufescens är en insektsart som beskrevs av Metcalf och James Heathman Horton 1934. Abidama rufescens ingår i släktet Abidama och familjen spottstritar. Inga underarter finns listade i Catalogue of Life.